# Nanguigoto
Nanguigoto  è un comune del Ciad situato nel dipartimento di Mayo-Lémié, provincia di Mayo-Kebbi Est.